# Martin Cellarius
Martin Borrhaus (en latín: Martin Cellarius) (Stuttgart, 1499 – Basilea, 11 de octubre de 1564) fue un humanista alemán, teólogo reformador.

## Vida
Hijo adoptivo de un tal Simon Keller, estudió en la Universidad de Tubinga, donde se graduó en 1515 y conoció a Philipp Melanchthon. En 1520, se trasladó a la Universidad de Ingolstadt para estudiar griego, hebreo y teología en las clases de Johann Eck. Tras una disputa con Eck, se marchó a Wittenberg, donde enseñó matemáticas en la escuela privada de Melanchthon. Sin embargo, debido a la radicalidad de sus ideas, fue expulsado como heterodoxo en abril de 1522.
En los años siguientes Borrhaus viajó en compañía de Felix Manz a través de Suiza, Austria, Polonia y Prusia. En 1526 se asentó en la ciudad alsaciana de Estrasburgo, casándose con Odilia de Utenheim. Bajo la influencia de Wolfgang Capito, Borrhaus publicó su primera obra, "De operibus Dei", en 1527. Se trataba de la primera obra abiertamente milenarista del círculo luterano, y el primer ataque a la Santísima Trinidad. Inspiró el Unitarismo transilvano de Giorgio Blandrata y Ferenc Dávid.
En 1536 murió su esposa y se fue a Basilea, donde se ganó la vida como soplador de vidrio y se casó de nuevo. En 1541 su amigo Simon Grynaeus consiguió colocarle como profesor de filosofía en la Universidad de Basilea, donde escaló puestos con rapidez. En 1544 comenzó a enseñar el Antiguo Testamento y fue rector en 1546, 1553 y 1564. 
Borrhaus estuvo asociado con Sebastian Castellio, Celio Secondo Curione y Miguel Servet, y rechazaba el bautismo de los niños.

## Obras
- De operibus Dei, 1527.
- De haereticis an sint gladio puniendi, 1554